# Bettelheim Leopold
Bettelheim Leopold (Meyer Léb) (18. század második fele – 19. század) orvos.

## Élete
Egész életét Galgócon töltötte. Nem csupán mint orvos volt nagyhírű és elismert, hanem mint hebraista is. Galgócon messze vidékről felkeresték rendelőjét. Háziorvosa volt Erdődy József gróf kancellárnak és családjának, melynek máig birtokában vannak a sebészeti eszközök, melyekkel Bettelheim megmentette a kancellár életét, valamint az erre vonatkozó dokumentumok is. 1830-ban Bettelheimett I. Ferenc császár aranyéremmel tüntette ki „a királyi ház és a nemesség körül szerzett kiváló érdemeiért”. Egyetlen munkája Budán jelent meg.